# Dalea ornata
Dalea ornata är en ärtväxtart som först beskrevs av William Jackson Hooker, och fick sitt nu gällande namn av Amos Eaton och John Wright. Dalea ornata ingår i släktet Dalea, och familjen ärtväxter. IUCN kategoriserar arten globalt som livskraftig. Inga underarter finns listade i Catalogue of Life.